# Ulicoten
Ulicoten (51° 27′ N, 4° 51′ L) é uma aldeia dos Países Baixos, na província de Brabante do Norte. Ulicoten pertence ao município de Baarle-Nassau, e está situada a 16 km, a sul de Breda.
Em 2001, a aldeia de Ulicoten tinha 373 habitantes. A área urbana da aldeia é de 0.14 km², e tem 142 residências.
A área de Ulicoten, que também inclui as partes periféricas da cidade, bem como a zona rural circundante, tem uma população estimada em 1110 habitantes.